# Eurinoma (nimfa)
Eurinoma je u grčkoj mitologiji nimfa Okeanida, majka Harita. Njihov otac je Zeus, koji je bio Eurinomin ljubavnik. Njeni roditelji su stari Titani Okean i Tetija.

## Etimologija
Grčko Eurinomino ime je Eurynomê (Εὐρυνόμη), izvedeno od riječi eury i nomos, a znači "ona koja luta daleko". U mitologiji se spominju mnogi ženski likovi s tim imenom. 

## Mitologija
Eurinomine kćeri, Harite, božice dražesti i ljepote, začete su u tri noći zaredom provedene sa Zeusom. Eurinoma im je posvetila veliku pažnju i bila je izrazito ponosna na ljepotice koje je rodila. Poslije je Zeusu rodila i sina Azopa, čija je najpoznatija kći Egina. 
Eurinoma je zajedno s morskom božicom Tetidom spasila Hefesta, koga je njegov otac Zeus bacio s Olimpa, čak u more. Hefest je devet godina živio s njima, usavršavajući svoju kovačku vještinu po kojoj će postati poznat. U nadsvođenoj špilji, u morskim dubinama, ispod otoka Lemna, kovao je broncu, zlato i srebro, izrađujući prekrasan nakit, oružje i lance fine poput paučine. Zlatom optočenu safirnu ogrlicu izradio je i poklonio u znak zahvalnosti za sve dobro koje je za njega učinila upravo Eurinomi.
Jedna od Harita, Agleja, postala je Hefestova žena.